# A Plumbing We Will Go
A Plumbing We Will Go (br.: Encanadores por Acaso) é um filme estadunidense curta metragem de 1940, dirigido por Del Lord. É o 46º filme de um total de 190 da série com os Três Patetas produzida pela Columbia Pictures entre 1934 e 1959.

## Enredo
Depois de serem absolvidos por uma acusação de roubo de galinhas, os Três Patetas tentam pegar um peixe vivo dentro de um tanque de aquário numa loja de animais de estimação. Um policial (Bud Jamison) os pega em ação e dá início à uma perseguição, forçando os meninos a se disfarçarem como encanadores para evitar que sejam presos.
Os Três Patetas chegam à uma luxosa mansão e oferecem os seus serviços, conseguindo assim, destruir todo o sistema de encanamento em grande estilo. Curly tenta reparar um vazamento no banheiro do andar de cima e acaba construindo um labirinto de tubos que o prende. Larry escava o gramado da frente em busca da válvula de corte de água. Além disso, Moe e Curly acabam conectando uma tubulação de água com outra próxima que aloja fios elétricos, fazendo com que a água saia por cada aparelho elétrico da mansão. Quando a anfitriã convida seus convidados para assistir as Cataratas do Niágara em seu novo aparelho de televisão, todos acabam mergulhados com a água (levando, portanto, à invenção da televisão em 4-D).
O proprietário da mansão chega e encontra a maior confusão e acidentalmente, desfaz o reparo complicado feito pelos Patetas. Como eles estão prestes a repreendê-lo, fica claro que o proprietário é o juiz que os achou inocentes há algumas horas antes e ele,  junto com seu mordomo e a polícia, saem atrás dos Três Patetas.